# Ectoedemia grandinosa
Ectoedemia grandinosa là một loài bướm đêm thuộc họ Nepticulidae. Nó được miêu tả bởi Meyrick năm 1911. Nó được tìm thấy ở Nam Phi (Nó đã dược miêu tả ở Pretoria).
Ấu trùng ăn Diospyros lycioides lycioides.